# Velika nagrada Albija
Velika nagrada Albija je bila avtomobilistična dirka, ki je med letoma 1933 in 1955 potekala v francoskem mestu Albi. Najuspešnejši dirkač na dirki je Louis Rosier s tremi zmagami, med moštvi pa Maserati s petimi zmagami.

## Zmagovalci
| Leto | Zmagovalec              | Moštvo        | Dirkališče | Poročilo |
| ---- | ----------------------- | ------------- | ---------- | -------- |
| 1955 | André Simon             | Maserati      | Albi       | Poročilo |
| 1953 | Louis Rosier            | Ferrari       | Albi       | Poročilo |
| 1952 | Louis Rosier            | Ferrari       | Albi       | Poročilo |
| 1951 | Maurice Trintignant     | Simca-Gordini | Albi       | Poročilo |
| 1950 | Raymond Sommer          | Talbot        | Albi       | Poročilo |
| 1949 | Juan Manuel Fangio      | Maserati      | Albi       | Poročilo |
| 1948 | Luigi Villoresi         | Maserati      | Albi       | Poročilo |
| 1947 | Louis Rosier            | Talbot        | Albi       | Poročilo |
| 1946 | Tazio Nuvolari          | Maserati      | Albi       | Poročilo |
| 1934 | Rupert Featherstonhaugh | Maserati      | Albi       | Poročilo |
| 1933 | Louis Braillard         | Bugatti       | Albi       | Poročilo |